# Tribunal électoral du pouvoir judiciaire de la Fédération

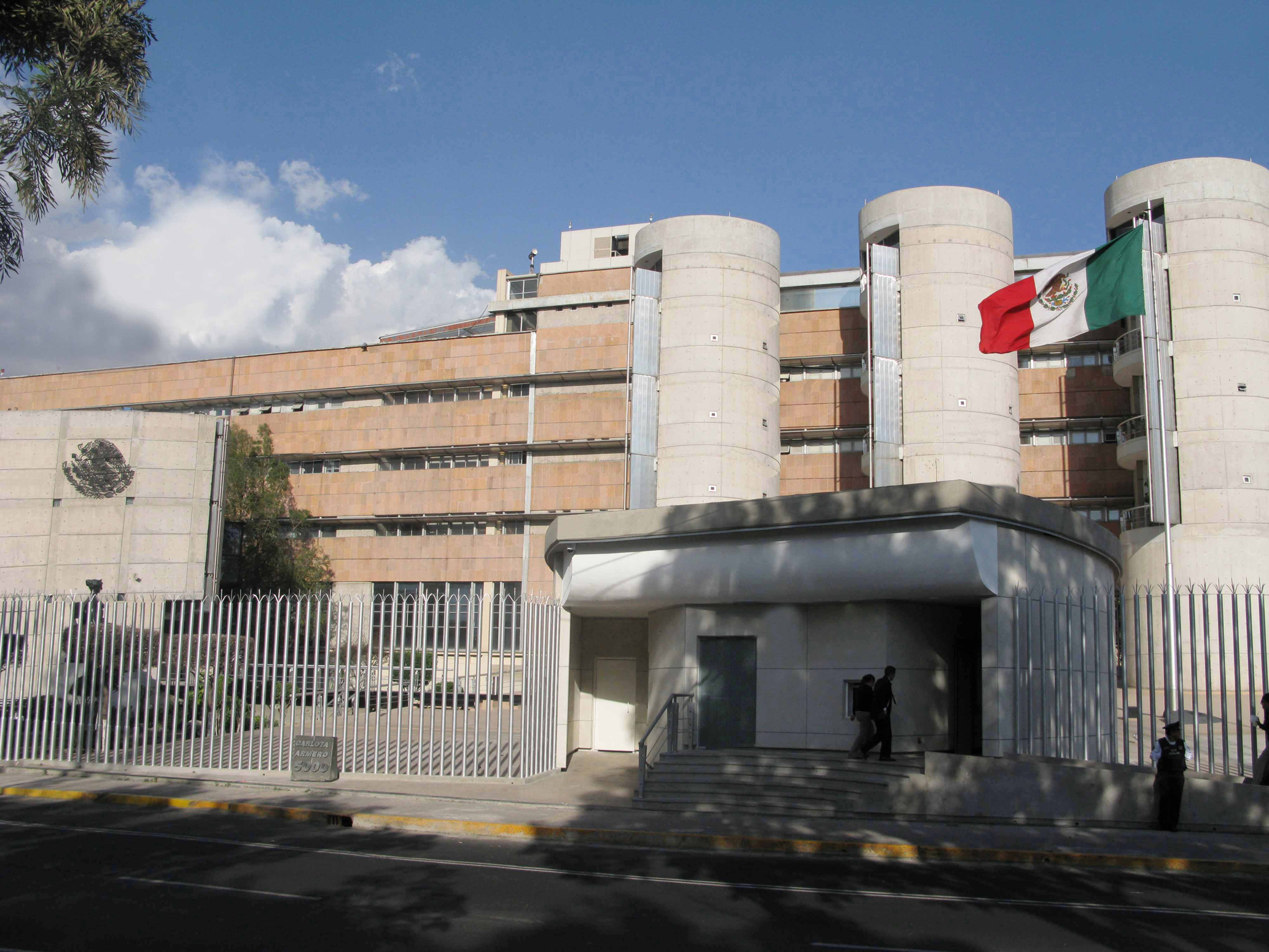
Siège du tribunal électoral.

Au Mexique, le Tribunal électoral du pouvoir judiciaire de la Fédération (en espagnol Tribunal Electoral del Poder Judicial de la Federación, couramment appelé Trife) est l'organe du pouvoir judiciaire le plus élevé de la fédération spécialisé en matière électorales.
La Haute Chambre du tribunal sise à Mexico est composé de 7 membres dont un président.  Il existe cinq Chambres régionales à Guadalajara, Mexico, Monterrey, Toluca et Xalapa.

## Histoire
Un tribunal suprême en matières d'élections est une innovation récente  dans le système électoral mexicain.  
Des années 1930 aux années 1990, le Mexique a été gouverné par le Partido Revolucionario Institucional, de facto parti unique. À la suite de mouvements citoyens réclamant une plus grande ouverture (depuis la fin des années 1960), le PRI, tout en conservant son contrôle, commence à accorder davantage de libertés politiques, tolérant une plus grande participation des partis minoritaires acceptant de jouer le jeu, en particulier le Partido Acción Nacional (conservateur). 
Sous la pression des partis d'opposition, un tribunal administratif est créé, sous le nom de Tribunal du contentieux électoral (1986) ; il est censé être indépendant de l'exécutif.  À la suite des élections mexicaines de 1988, hautement controversées, dans lesquelles « le système [informatique] a planté » (Se cayó el sistema.), et de négociations entre le gouvernement et des représentants d'une société civile en quête d'ouverture politique, des réformes légales et constitutionnelles sont adoptées en 1991. Naît alors le Tribunal fédéral électoral.  
Sur la base des élections mexicaines de 1994, une réforme constitutionnelle est engagées et le Tribunal électoral du pouvoir judiciaire de la Fédération voit finalement le jour en 1996.  Il jouit de plus grandes attributions que les tribunaux précédents sur le plan de la résolution de contentieux et de protection des droits politiques des citoyens. Le mode de désignation de ses membres permet une représentation pluraliste en son sein, sans intervention directe d'un parti politique donné ou du président de la République.

## Attributions
Il résout les contentieux électoraux, protège les droits politiques et annonce officiellement le président du Mexique élu.  Il ne statue pas sur l'inconstitutionnalité des lois électorales fédérales ou locales, tâche qui incombe à la Cour suprême de justice de la Nation. 

## Désignation des juges
En cas de vacance d'une place dans la Haute Chambre, le juge est élu à la majorité des deux tiers par le Sénat sur une liste de trois noms proposée par la Cour suprême de justice de la Nation.  Un impétrant doit être éligible à la Cour suprême en plus de critères relatifs à l'impartialité. Le mandat est de dix ans, sans réélection possible.
En cas de vacance d'une place dans une chambre régionale, le juge est élu à la majorité des deux tiers par le Sénat sur une liste de trois noms proposée par la Cour suprême de justice de la Nation.  Les critères d'éligibilité sont supérieurs à ceux de magistrat du Tribunal Colegial de Circuito. Le mandat est de huit ans, sans réélection possible.